# ال بورگو د ابرو
ال بورگو د ابرو (به اسپانیایی: El Burgo de Ebro) یک دهستان در اسپانیا است که در استان ساراگوسا واقع شده‌است. ال بورگو د ابرو ۲۴ کیلومتر مربع مساحت و ۱٬۷۹۷ نفر جمعیت دارد و ۱۸۳ متر بالاتر از سطح دریا واقع شده‌است.